# Kazivera
Kazivera o Ghaziveran (in greco Καζιβερά?; in turco Gaziveren) è un piccolo villaggio villaggio turco-cipriota di Cipro, a ovest di Morphou. Esso è situato de iure nel distretto di Nicosia di Cipro, e de facto nel distretto di Lefke di Cipro del Nord. Prima del 1974 il villaggio è stato abitato prevalentemente da turco-ciprioti.
Nel 2011 Kazivera aveva 1 042 abitanti.

## Geografia fisica
Esso è situato vicino alla baia di Morphou, nove chilometri a sud-ovest di Morfou/Güzelyurt e quattro chilometri a nord-est di Pentageia/Yeşilyurt.

## Origini del nome
L'origine del nome del villaggio è oscura. Sia Goodwin che Menardos concordano che ha un'origine turca, anche se non sono d'accordo sul suo significato. Dopo il 1974, i ciprioti turchi cambiarono leggermente il nome da Gaziveran a Gaziveren, che significa "un villaggio che produce guerrieri".

## Società

### Evoluzione demografica
Dall'epoca ottomana ad oggi, Ghaziveran è stato abitato prevalentemente da turco-ciprioti. Sebbene la crescita della popolazione del villaggio sia stata fluttuante nella prima metà del XX secolo, è aumentata costantemente da 121 abitanti nel 1891 a 469 nel 1960.
Nessuno fu sfollato da questo villaggio durante le lotte intercomunitarie degli anni '60. Tuttavia, durante questo periodo, il villaggio servì come un importante centro di accoglienza per molti turco-ciprioti sfollati che erano fuggiti dai villaggi vicini. Secondo Richard Patrick, la prima evacuazione nella regione di Lefka/Lefke ebbe luogo nei villaggi di Xeros e Karavostasi/Gemikonağı alla fine di dicembre 1963, quando gli irregolari greco-ciprioti costrinsero un certo numero di turco-ciprioti ad andarsene sotto la minaccia delle armi. Patrick sostiene che questa persecuzione fu probabilmente una punizione per l'evacuazione di centinaia di greco-ciprioti da Lefka/Lefke e Ampelikou/Bağlıköy nel 1958 durante la campagna dell'EOKA. Circa un mese dopo, una seconda, più grande ondata di sfollati seguì l'accordo di libertà di movimento del gennaio 1964. Questi sfollati fuggirono da vari villaggi della regione di Lefka/Lefke e si rifugiarono nella città di Lefka, così come nei vicini villaggi turco-ciprioti come Ghaziveran. Patrick registrò 125 turco-ciprioti sfollati ancora residenti a Ghaziveran nel 1971. I turco-ciprioti sfollati provenivano principalmente da villaggi come Morphou, Karavostasi/Gemikonağı, Flasou, Peristerona e Koutrafas/Kurtboğan.
Gaziveren è attualmente abitato in gran parte dai suoi abitanti originari. Inoltre, ci sono alcuni turco-ciprioti che furono sfollati nel 1964 o nel 1974, provenienti principalmente da villaggi come Akaki, Alevga, Mansoura, Ammadies e Peristerona nel distretto di Nicosia. Anche alcune famiglie provenienti da varie località del distretto di Paphos vi si stabilirono. Dal 1985 molti altri turco-ciprioti provenienti da altre parti del nord hanno scelto di stabilirsi nel villaggio, poiché nei terreni della zona prospera la coltivazione degli agrumi. Il censimento turco-cipriota del 2006 ha fissato la popolazione del villaggio a 1 002 persone.